# 貴美子·格倫
貴美子·伊莉莎白·格倫（英語：Kimiko Elizabeth Glenn，1989年6月27日—）是美國女演員和歌手，以在Netflix劇集《勁爆女子監獄》飾演布魯克·索索而聞名。憑藉該角色，她在2014年、2015年和2016年獲得了美國演員工會獎最佳喜劇類影集整體演出。她也曾於2015年百老匯音樂劇《女侍情緣》飾演Dawn Pinkett。除此之外，她也曾於一些動畫電影擔任配音員，包括於《蜘蛛人：新宇宙》中飾演潘妮·帕克，以及於即將上映的《My Little Pony：活力新生代》中飾演伊茲月虹（Izzy Moonbow）。

## 家庭與個人生活
貴美子和她的妹妹阿曼達在亞利桑那州鳳凰城出生和長大。她的母親純子（Sumiko，音譯）是日本人，她的父親馬克（Mark）有蘇格蘭、愛爾蘭和德國血統。她五年級時即開始在鳳凰城的山谷青年劇院和其他幾家當地劇院演出。
貴美子是一名魚素主義者。

## 外部連結
- 官方网站
- Kimiko Glenn在互联网电影资料库（IMDb）上的資料（英文）
- 互联网外百老汇数据库（IOBDB）上貴美子·格倫的資料（英文）
- 貴美子·格倫的Instagram帳戶